# Senožeti (gmina Dol pri Ljubljani)
Senožeti – wieś w Słowenii, w gminie Dol pri Ljubljani. W 2018 roku liczyła 861 mieszkańców.